# Oxyodes
Oxyodes là một chi bướm đêm thuộc họ Erebidae.

## Loài
- Oxyodes scrobiculata (Fabricius, 1775)
- Oxyodes tricolor Guenée, 1852